# Glaphyropteridopsis erubescens
Glaphyropteridopsis erubescens là một loài thực vật có mạch trong họ Thelypteridaceae. Loài này được (Wall. ex Hook.) Ching mô tả khoa học đầu tiên năm 1963.